# Ledra solita
Ledra solita är en insektsart som beskrevs av Walker 1851. Ledra solita ingår i släktet Ledra och familjen dvärgstritar. Inga underarter finns listade i Catalogue of Life.